# Renault Koleos
El Renault Koleos es un todocamino del segmento D del fabricante francés Renault, que se presentó por primera vez como un prototipo en el Salón del Automóvil de París de 2006. Su producción comenzó en el año 2007 en una fábrica en Busán (Corea del Sur) perteneciente a la filial Renault Samsung Motors, que a su vez la vende en el mercado local como el Samsung QM5. Tiene carrocería, motor delantero transversal, y se ofrece con tracción delantera o a las cuatro ruedas. Entre sus rivales se encuentran el Ford Kuga, Honda CR-V, Hyundai Santa Fe, Mitsubishi Outlander, Peugeot 5008, Škoda Kodiaq y Toyota RAV4.

## Primera generación (2007-2016)
El Koleos es un excelente vehículo multifuncional, dadas sus características de seguridad y versatilidad en todo terreno, cuenta con 5 estrellas de seguridad en la prestigiosa Euro NCAP. Frenos ABS, EBD, control de descenso, sonido interior de 7 altavoces + bass woofer + bluetooth exclusivamente diseñado por Bose, incluyendo control por voz para llamar y contestar una llamada presionando el control desde atrás del volante, tiene techo panorámico eléctrico en su edición más equipada, moderna caja automática CVT Continua Variable que no presenta corte entre las marchas como en las cajas automáticas convencionales. Presenta el control de velocidad sobre 30 km en el volante pudiendo acelerar y desacelerar directamente desde el volante sin pisar el acelerador.
Renault tiene cierta experiencia en el mercado de modelos con tracción a las cuatro ruedas, después de la venta del Renault 18, Renault Scénic RX4 y el Renault Kangoo 4x4, pero nunca había producido un verdadero todoterreno. Este modelo contó con la colaboración de Nissan, compartiendo plataforma de motor y suspensión con el modelo Nissan X-Trail de la firma nipona. Un modelo futurista del Koleos fue mostrado en los medios de comunicación ya en febrero de 2000. El diseño se basa en el del prototipo Renault Egeus.
El Koleos es un cinco plazas con carrocería de cinco puertas, motor delantero transversal, que se ofrece con tracción delantera o a las cuatro ruedas. Su motor de gasolina de 2,5 litros y 171 CV proviene de Nissan (motor QR25) mientras que el Diésel de 2,0 litros y 150 o 173 CV es compartido por numerosos modelos de Renault.

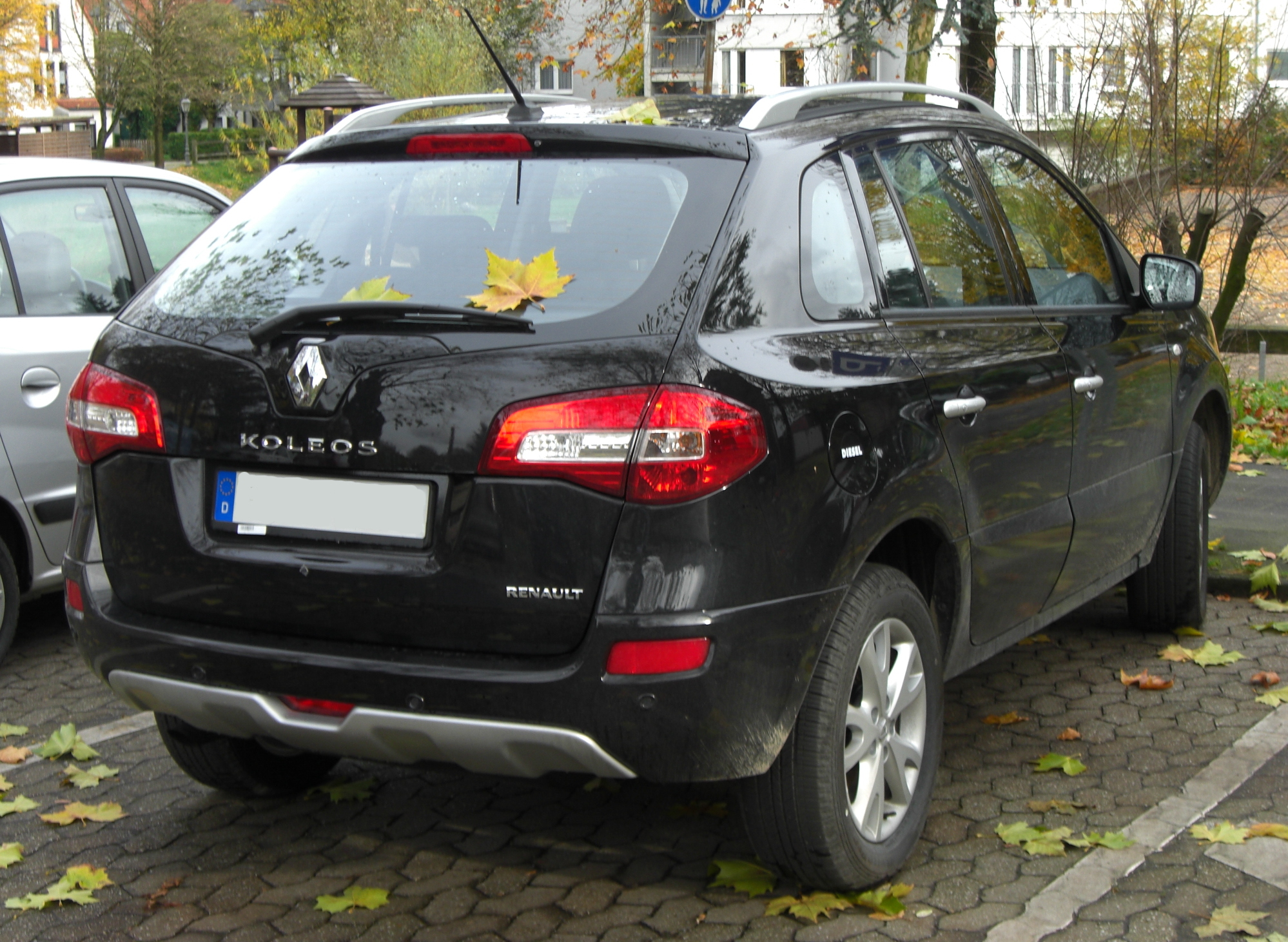
Parte Trasera Renault Koleos
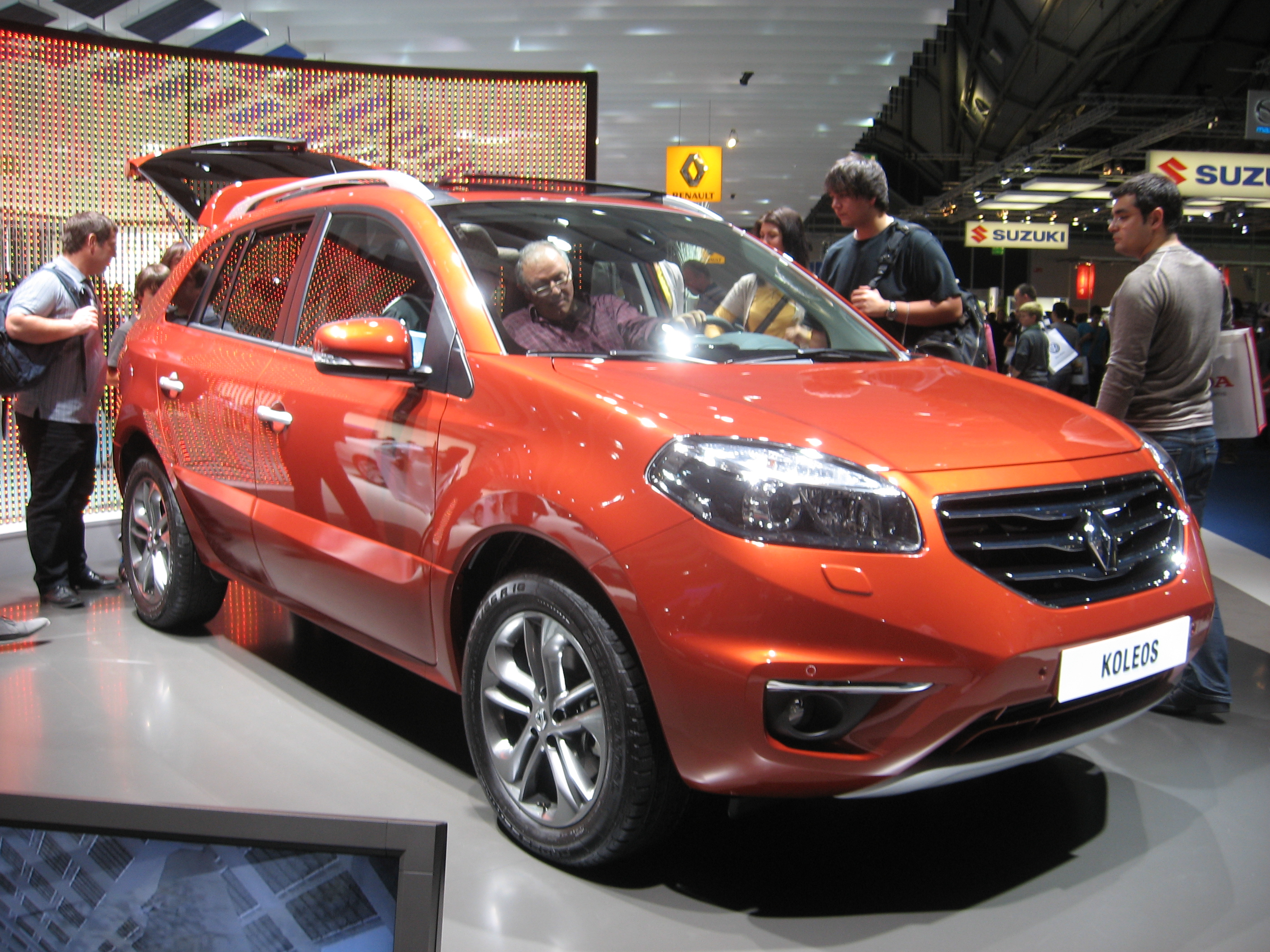
Renault Koleos restyling

### Motorizaciones
|                                | 2.5                    | 2.0 dCi                                                                            | 2.0 dCi                                                                            |
| ------------------------------ | ---------------------- | ---------------------------------------------------------------------------------- | ---------------------------------------------------------------------------------- |
| Periodo                        | 2008-2010              | 2008-2016                                                                          | 2008-2016                                                                          |
| Tipo de motor                  | L4 16v                 | L4 16v, diésel, inyección directa, common-rail, turbo, Filtro antipartículas (FAP) | L4 16v, diésel, inyección directa, common-rail, turbo, Filtro antipartículas (FAP) |
| Identificación del motor       | QR25                   | M9R                                                                                | M9R                                                                                |
| Diámetro x carrera             | 89.0 mm x 100.0 mm     | 84.0 mm x 90.0 mm                                                                  | 84.0 mm x 90.0 mm                                                                  |
| Cilindrada                     | 2488 cm³               | 1995 cm³                                                                           | 1995 cm³                                                                           |
| Relación de compresión         | 9.6: 1                 | 15.7: 1                                                                            | 15.7: 1                                                                            |
| Potencia máxima: CV (kW) @ rpm | 170 CV (126 kW) @ 6000 | 150 CV (110 kW) @ 4000                                                             | 175 CV (127 kW) @ 3750                                                             |
| Par máximo: Nm @ rpm           | 226 Nm @ 4400          | 320 Nm @ 2000                                                                      | 360 Nm @ 2000                                                                      |
| Tracción                       | Delantera / Total      | Delantera / Total                                                                  | Delantera / Total                                                                  |
| Transmisión                    | Manual, 6 velocidades  | Manual, 6 velocidades / Automática, 6 velocidades                                  | Manual, 6 velocidades                                                              |
| Peso                           | 1639 kg                | 1724 kg                                                                            | 1730 kg                                                                            |
| Aceleración 0–100 km/h         | 9.0 s                  | 10.0 s                                                                             | 9.9 s                                                                              |
| Velocidad máxima               | 191 km/h               | 180 km/h                                                                           | 191 km/h                                                                           |
| Consumo combinado (L/100 km)   | 9.6                    | 6.8                                                                                | 7.5                                                                                |

## Segunda generación (2016-presente)
La segunda generación de los Koleos se presentó en el Salón del Automóvil de Pekín 2016. A pesar de un amplio rumor de que el último SUV de Renault se llamaría Maxthon, la compañía decidió continuar el nombre de Koleos.
Esta nueva generación no tiene absolutamente nada en común con la primera, más allá del nombre. Es de mayor tamaño: utiliza la plataforma modular Common Module Family (CMF-CD), desarrollada conjuntamente por Renault y Nissan y ya utilizada en vehículos similares a la tercera generación del Nissan X-Trail y el Renault Kadjar.
En algunas versiones, el coche tiene tres opciones de sistema de impulsión: dos ruedas motrices, cuatro ruedas motrices, modo que adapta la potencia y la distribución de par entre los ejes para mejorar la tracción, y una estándar de cuatro ruedas motrices.
Como estándar, el coche tiene una pantalla táctil de 7 pulgadas denominada (R-Link 2), mientras que los niveles más altos de acabado el  sistema infotainment cuenta con una pantalla táctil de 8.7 pulgadas (llamada R-Link 2.0). Las cajas de cambios son manuales y automáticas, y las motorizaciones y alimentaciones han ido variando notablemente según los mercados y los requerimientos mediambientales. 
Sus ventas se iniciaron el primer trimestre del 2016, en Europa en junio de 2017, y se espera que su producción continúe hasta el año 2023. A pesar de las buenas críticas y de venderse en los cinco continentes, la aceptación del modelo ha sido dispar según los países; por ejemplo, en Reino Unido, donde se puso a la venta unos siete años después de que la generación anterior fuera retirada, solo se comercializó hasta finales de 2020. Y en Australia, por contra, es uno de los SUV más vendidos.
En pruebas de choque por parte de la EuroNcap, el Renault Koleos obtuvo 5 estrellas por su muy completo paquete de seguridad, que cuenta con 6 airbags: 2 frontales (piloto y pasajero), 2 laterales (piloto y pasajero) y 2 de cortina (piloto, pasajero, pasajeros traseros).